# Suber
« Liège (botanique) » redirige ici. Pour l'exploitation et l'utilisation du liège, voir Liège (matériau).

1- La moelle
2- Le duramen
3- L'aubier
4- Le cambium
5- Le liber
6- Le suber.

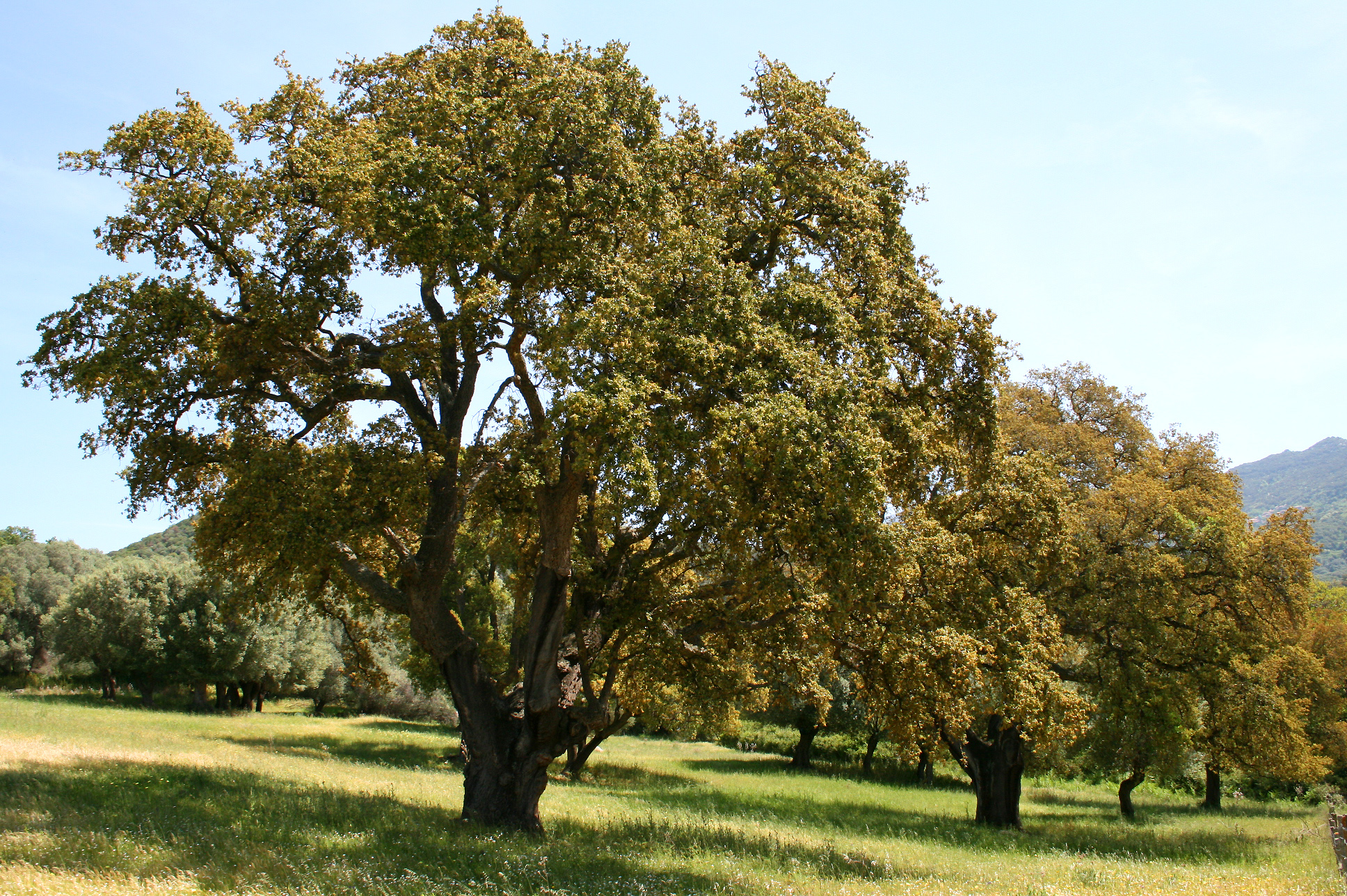
Chêne-liège à Filitosa (Corse-du-Sud).

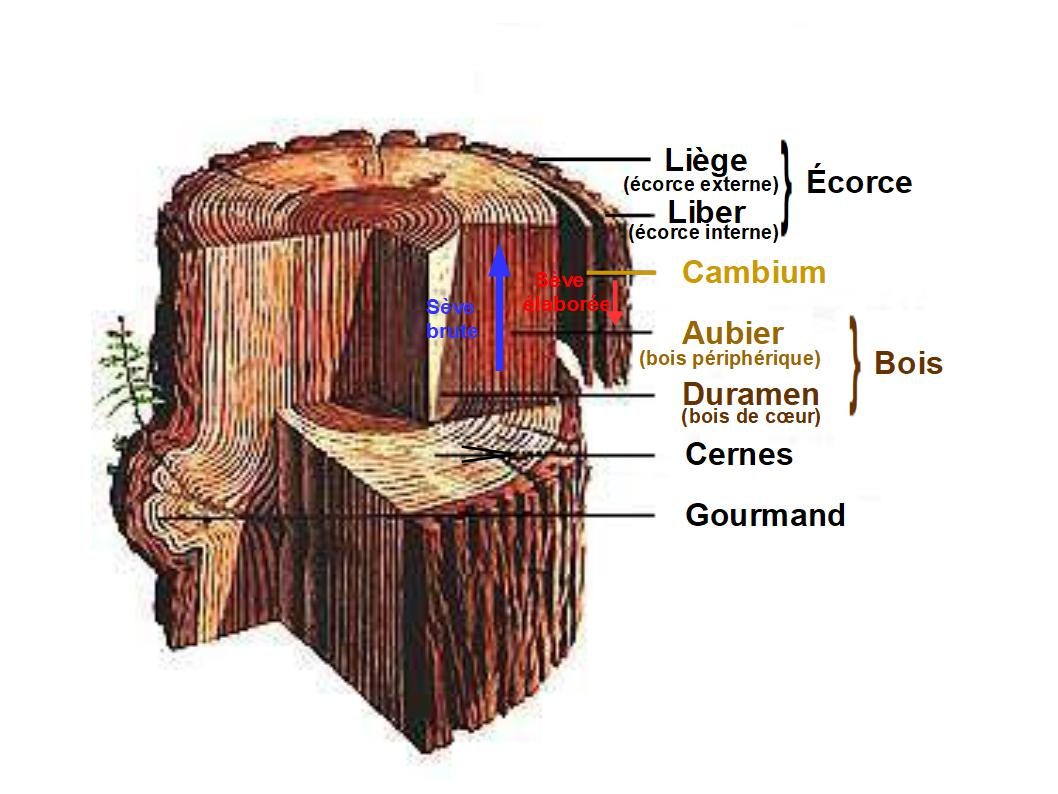
Sections du tronc d'un arbre, et différentes structures de l'écorce.

Le suber (du latin suber, « liège »), appelé aussi phellème (du grec phellos, « liège »), ou plus communément liège (du latin populaire levius, élargissement de levis, « léger »), écorce externe
 (juillet 2025).
est un tissu végétal localisé à la périphérie d'une tige (ou tronc) ou d'une racine.
La subérisation ou subérification désigne le processus de formation de suber ou de dépôt de subérine.

## Structure
Le suber est un tissu végétal de revêtement tardif des organes adultes ayant une croissance secondaire (croissance en diamètre). D'apparence beige ou brune, ce tissu de protection est issu du phellogène par différenciation centrifuge. De par sa croissance en épaisseur et en diamètre, il sépare l'épiderme et le cylindre cortical du reste de la racine ou de la tige, et remplace progressivement l'épiderme, tissu périphérique qui ne s'accroît pas.
Le suber est constitué de cellules mortes, de forme quadrangulaire, très jointives. Leur paroi se double intérieurement d'un dépôt de subérine (polymère lipidique associé à des cires et des tannins, imperméables à l'eau). C'est cette substance qui, en empêchant les échanges, entraîne la mort de ces cellules et leur remplissage d'air, faisant du liège un tissu souple, léger, résistant et isolant. De place en place, des lenticelles formées de cellules subérifiées non jointives et séparées par de nombreux méats permettent les échanges gazeux au travers du périderme.
La composition chimique moyenne du liège regroupe divers composants : la subérine (45 %), composant principal des parois de la cellule, responsable de la résilience du liège et de la coloration généralement brune à l'écorce grâce à son association avec les tannins (6 %) ; la lignine (27 %), composé « structurant » ; les polysaccharides (12 %), composants donnant au liège sa texture ;  céroïdes (6 %), composants hydrophobes contribuant avec la subérine à l'imperméabilité du liège. On retrouve également de l’eau, de la glycérine ainsi que divers ingrédients à hauteur de 4 %.
« La couleur brune de la subérine s'explique, comme dans le cas de la lignine, par le fait que, reliés de façons différentes aux autres composants de la subérine, les tannins impliqués absorbent chacun des longueurs d'onde variées et, donc, confèrent à l'ensemble une tonalité foncée, sans couleur nette ».

## Fonctions
La principale fonction du liège est d'assurer une isolation thermique (adaptation des plantes au milieu terrestre où l'inertie thermique de l'air est plus faible que celle de l'eau, cette propriété est reliée aux cellules mortes pleines d'air, à l'instar de l'air piégé dans les fourrures animales), hydrique (rôle imperméabilisant grâce aux acides gras hydrophobes composant la subérine et les céroïdes), mais ses propriétés imputrescibles et ignifuges interviennent également dans les rôles protecteurs du suber (les pyrophytes passifs tels que les séquoias ou les chênes-lièges qui vivent des centaines voire des milliers d'années dans des écosystèmes qui peuvent supporter plusieurs incendies par siècle, doivent leur survie au feu à ce rôle ignifugeant). 
La fonction d'imperméabilisation se retrouve aussi au niveau de l'endoderme racinaire où la ligno-subérification crée une barrière sélective qui filtre l'absorption d'eau.
Localement, il peut se former du liège de « cicatrisation » à la surface de régions endommagées à la suite de lésions (bourrelet de recouvrement autour de blessures telles que des tailles mal réalisées, des cassures de branches, des attaques de phytopathogènes, des chancres, l'élagage naturel ou l'abscission foliaire). Ces zones compartimentées sont souvent assez intensément colorées en brun par des tannins qui sont des défenses chimiques des plantes contre les herbivores.
Les composés hydrophobes de subérine protègent également des agents phytopathogènes (bactéries et champignons du sol) qui attaquent les tubercules tubérisés pour consommer leurs substances de réserve (amidon, inuline), grâce à la formation d'une couche de liège qui peut atteindre quelques millimètres d'épaisseur à maturité chez la pomme de terre, le topinambour ou l'igname. Cette couche épaisse, difficilement digestible, décourage également les ravageurs. Même en cas d'attaque, la dégradation de cette couche libère des tannins au rôle anti-herbivore.
Les enveloppes lignifiées et subérifiées des graines participent à leur dormance variable, double adaptation à la vie terrestre (à la mauvaise saison et lors des fluctuations du climat). La ligno-subérification intervient également dans le processus de l'endozoochorie (mode de dissémination des graines ou des diaspores des végétaux se faisant grâce aux animaux qui les ingèrent et les rejettent dans leurs excréments sans les digérer : cas emblématique de la graine de tambalacoque)